# Robert Graysmith
Robert Graysmith (* 17. September 1942 in Pensacola, Florida) ist ein Sachbuchautor aus den USA. Er schreibt über Serienmörder wie bspw. den Zodiac-Killer.

## Leben und Karriere
Er wurde unter dem Namen Robert Gray Smith geboren. Nach der Scheidung von seiner ersten Frau Margaret Ann änderte er seinen Namen 1976 in Graysmith. Seine zweite Frau Melanie lernte er bei der Arbeit im San Francisco Chronicle kennen, sie arbeitete dort als Künstlerin. Zusammen haben sie eine Tochter. 1980 trennten sich die beiden, geschieden wurden sie schließlich 1983.
Seine erste Bekanntschaft mit den Mordfällen von Zodiac machte Graysmith während seiner Zeit als Karikaturist beim S.F. Chronicle.
Graysmith gilt als einer der führenden Spezialisten auf dem Gebiet dieser Mordserie. Als 1990 ein Nachahmungstäter in New York aktiv wurde, setzte sich die New York Post mit ihm in Verbindung.
Er verfasste mehrere Bücher, zwei davon, The Murder of Bob Crane und Zodiac, wurden verfilmt. Im Film Zodiac – Die Spur des Killers wird Robert Graysmith von Jake Gyllenhaal dargestellt.
2010 erschien sein Buch The Girl In Alfred Hitchcock's Shower über Marli Renfro und Myra Davis, den beiden Doubles von Janet Leigh in der berühmten Duschmordszene in Alfred Hitchcocks Psycho.

## Werke
- Zodiac. St Martins Press, New York 1986, ISBN 0-312-89895-9
  - deutsche Ausgabe: Zodiac – Auf der Spur eines Serienkillers. Übersetzt von Norbert Jakober. Heyne, München 2007, ISBN 978-3-453-50035-8
- The Sleeping Lady. The Trailside Murders Above the Golden Gate. Dutton, New York 1990, ISBN 0-525-24779-3
- The Murder of Bob Crane: Who Killed the Star of Hogan's Heroes? Crown Publishers, New York 1993, ISBN 0-517-59209-6 (später wiederveröffentlicht unter dem Titel Auto Focus: The Murder of Bob Crane)
- Unabomber. A Desire to Kill. Regnery, Washington 1997, ISBN 0-89526-397-1
- The Bell Tower. The Mystery of Jack the Ripper finally solved… in San Francisco. Regnery, Washington 1999, ISBN 0-89526-324-6 (Arbeitstitel: Ghostfleet)
- Zodiac Unmasked. The Identity of America's Most Elusive Serial Killer Revealed. Berkley Books, New York 2002, ISBN 0-425-18332-7
- Amerithrax. The Hunt for the Anthrax Killer. Berkley Books, New York 2003, ISBN 0-425-19190-7
- The Laughing Gorilla. A True Story of Police Corruption and Murder. Berkley Books, New York 2009, ISBN 978-0-425-23014-5
- The Girl in Alfred Hitchcock's Shower. Berkley Books, New York 2010, ISBN 978-0-425-23231-6

## Verfilmungen
- 2002: Auto Focus – Regie: Paul Schrader
- 2007: Zodiac – Die Spur des Killers – Regie: David Fincher